# Dystrykt Thaba-Tseka
Dystrykt Thaba-Tseka – jest jednym z 10 dystryktów w Lesotho.